# Lucy Fox
Lucy Fox (25 de octubre de 1897 – 21 de mayo de 1970) fue una actriz estadounidense que trabajó en películas mudas.

## Filmografía
- Just for Tonight (1918)
- Why I Would Not Marry? (1918)
- The Bishop's Emeralds (1919)
- The Winchester Woman (1919)
- Something Different (1920)
- The Flaming Clue (1920)
- Hurricane Hutch (1921)
- The Money Maniac (1921)
- My Old Kentucky Home (1922)
- Sonny (1922)
- Speed (1922)
- Toilers of the Sea (1923)
- Teeth (1924)
- The Trail Rider (1925)
- The Arizona Romeo (1925)